# Krzyż Zesłańców Sybiru

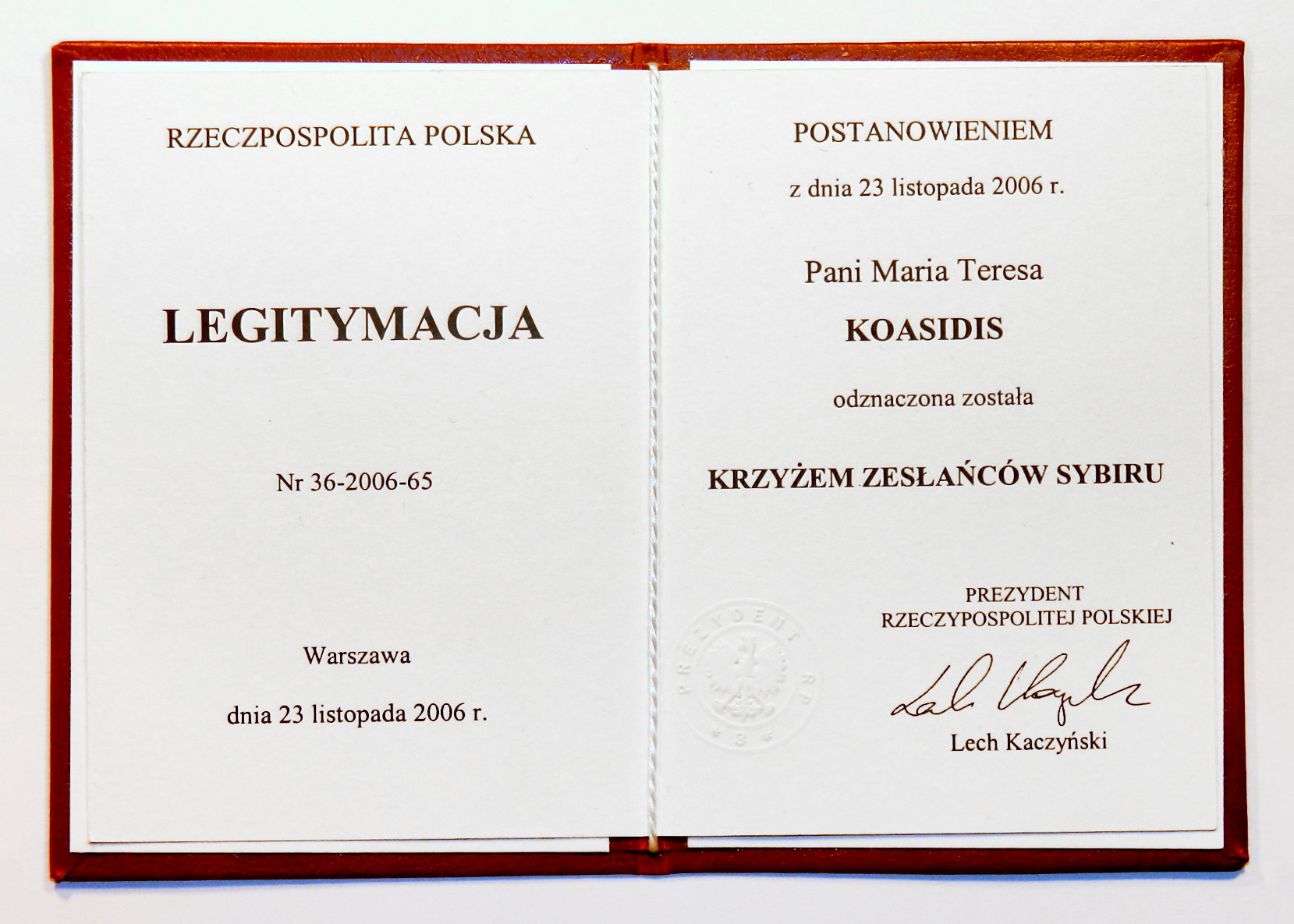
Zdjęcie legitymacji nr 36/2006/65

Krzyż Zesłańców Sybiru – polskie odznaczenie państwowe nadawane przez Prezydenta RP.

## Historia
Krzyż Zesłańców Sybiru został ustanowiony ustawą z dnia 17 października 2003 r., jako wyraz narodowej pamięci o obywatelach polskich deportowanych w latach 1939–1956 na Syberię, do Kazachstanu i północnej Rosji, w hołdzie dla ich męczeństwa oraz wierności ideałom wolności i niepodległości.
Rozporządzenie Prezydenta RP Aleksandra Kwaśniewskiego z 12 stycznia 2004 r. określiło szczegóły trybów postępowania, wzory dokumentów, sposób i okoliczności noszenia krzyża oraz jego miniatur (miniaturki, wstążeczki lub baretki), a rozporządzenie prezydenta Bronisława Komorowskiego z 4 sierpnia 2011 r. zmieniło wygląd niektórych dokumentów.

## Zasady nadawania
Krzyż Zesłańców Sybiru jest nadawany osobom, które w chwili deportacji posiadały obywatelstwo polskie, oraz dzieciom tych osób urodzonym na zesłaniu. Może być nadawany również osobom, które więzione w łagrach, obozach i miejscach zsyłek jako obywatele polscy, w chwili nadawania im Krzyża, posiadają obywatelstwo innego państwa. Krzyż jest nadawany osobom żyjącym w dniu wejścia ustawy w życie (1 stycznia 2004 r.).
Krzyż nadaje Prezydent Rzeczypospolitej Polskiej na wniosek ministra właściwego do spraw zabezpieczenia społecznego lub Ministra Spraw Zagranicznych.

## Opis odznaki
Odznaką Krzyża jest krzyż równoramienny wykonany z metalu, srebrzony i oksydowany. Wymiar krzyża wynosi 40 × 40 mm. Ramiona krzyża są w obramowaniu. W środku krzyża na dwóch skrzyżowanych złoconych mieczach, skierowanych ostrzem w dół, umieszczona jest czerwono emaliowana tarcza herbowa z orłem według wzoru godła Polski z 1990 r. (w koronie). Tarcza otoczona jest z trzech stron zerwanym łańcuchem. Na odwrotnej stronie Krzyża, na środku, umieszczony jest dwuwierszowy napis: ZESŁAŃCOM / SYBIRU.
Krzyż zawieszony jest na zielonej wstążce szerokości 40 mm z pionowym biało-czerwonym paskiem pośrodku o szerokości 18 mm.
Krzyż nosi się na lewej stronie piersi po innych odznaczeniach państwowych.

## Odznaczeni

### Słynne nadania
26 marca 2006 Krzyż został przyznany przez prezydenta Lecha Kaczyńskiego gen. Wojciechowi Jaruzelskiemu, który w 1940 r.  został zesłany na Syberię. Po ujawnieniu tego faktu przez telewizję TVN, kancelaria prezydencka oświadczyła, że Jaruzelski został odznaczony przez pomyłkę, gdyż „Prezydent akceptował tylko postanowienia, nie zaś listy osób” i nie zdawał sobie sprawy, że na liście występuje Wojciech Jaruzelski. Zdarzenie to wywołało falę ironicznych komentarzy polityków opozycji i mediów, zaś po tym oświadczeniu Jaruzelski zwrócił otrzymane odznaczenie.